# Gerry Mulligan
Gerry Mulligan, nome artístico de Gerald Joseph Mulligan (Nova Iorque, 6 de abril de 1927 — Darien, 20 de janeiro de 1996) foi um saxofonista de jazz norte-americano.

## Carreira
Mulligan aprendeu piano e instrumentos de sopro quando adolescente e aos 17 anos escrevia arranjos para a banda de rádio de Johnny Warrington. Especializou-se no sax barítono, instrumento no qual tornou-se, talvez, a maior referência mundial. Com um timbre riquíssimo e grande agilidade, com improvisações extremamente melódicas, dando preferência por atmosferas mais intimistas, foi um dos principais expoentes do cool jazz, participando das gravações do célebre disco do trompetista Miles Davis, "Birth of the Cool". 
Criou o primeiro quarteto de jazz sem piano, com Bob Whitlock, (contrabaixo), Chico Hamilton (bateria), e Chet Baker (trompete). Trabalhou com Gene Krupa, Miles Davis, Paul Desmond, John Coltrane, Dave Brubeck (1968-1972), Astor Piazzolla,  Jane Duboc, Zoot Sims e Stan Getz entre outros. Gravou a trilha sonora do filme "I Want to Live" (1958), estrelado por Susan Hayward, executando composições de Johnny Mandel. Faleceu em 1996 devido às complicações causadas por uma cirurgia de joelho.
Além de destacado como um excepcional saxofonista barítono, foi um grande arranjador e multi-instumentista. Ainda como colegial, formou bandas em suas escolas nas quais era responsável também pelas composições musicais. Em 1946, depois de ter vivido em diferentes lugares dos Estados Unidos com sua família, que acompanhava o pai engenheiro, Gerry volta para Nova York e torna-se arranjador da banda de Gene Krupa. Nesse período, conheceu Gil Evans, também arranjador, o qual veio a reencontrar anos mais tarde quando este promovia em seu apartamento sessões com músicos que procuravam criar uma nova sonoridade jazzística. Em 1948, Mulligan e Evans viriam a participar de um dos projetos seminais da história do jazz, que foi o disco “Birth of Cool”, de Miles Davis. Apesar desse álbum não haver causado grande comoção no público e ter sido gravado na Costa Leste dos Estados Unidos, foi determinante na fundação do movimento que ficou conhecido como West Coast Jazz, do qual Gerry Mulligan foi um dos expoentes.
Ele também começou a se especializar em saxofone barítono e a se apresentar ao vivo e em gravações com grupos liderados por músicos como Miles Davis, Kai Winding, Elliot Lawrence e Claude Thornhill. Em 1952, Mulligan formou seu próprio quarteto, que incluía Chet Baker no trompete. O grupo, notável pela falta de um pianista, trouxe aclamação internacional para Baker e Mulligan. Durante as décadas seguintes, Mulligan continuou a trabalhar como arranjador freelance, formou grupos com tamanhos variando de 4 a 20 (incluindo o Concert Jazz Band de 13 integrantes dos anos 1960), e tocou em toda a Europa e nos Estados Unidos e no Japão. Ele é considerado um músico versátil, igualmente confortável com muitos estilos de jazz e um dos saxofonistas barítonos mais importantes do idioma jazzístico. 

## Discografia

### Como líder / co-líder
- 1950: The Gerry Mulligan Quartet/Gerry Mulligan with the Chubby Jackson Big Band – Os lados da big band são de 1950, a banda liderada pelo baixista Jackson incluía Howard McGhee , Zoot Sims e JJ Johnson . Os lados do quarteto, com Chet Baker, foram gravados em duas sessões em 1952.
- 1951: Mulligan Plays Mulligan (Prestige) lançado em 1957 relançado como Historically Speaking
- 1952: Gerry Mulligan Quartet Volume 1 (Pacific Jazz)
- 1953: Lee Konitz Plays with the Gerry Mulligan Quartet (Pacific Jazz)
- 1953: Gerry Mulligan Quartet Volume 2 (Pacific Jazz)
- 1953: Gene Norman Presents the Original Gerry Mulligan Tentet and Quartet (GNP)
- 1954: Paris Concert (Pacific Jazz)
- 1955: California Concerts (Pacific Jazz)
- 1955: Presenting the Gerry Mulligan Sextet (EmArcy)
- 1956: Mainstream of Jazz (EmArcy)
- 1956: Profile (EmArcy)
- 1956: Recorded in Boston at Storyville com Bob Brookmeyer (Pacific Jazz)
- 1956: The Teddy Wilson Trio & Gerry Mulligan Quartet with Bob Brookmeyer at Newport (Verve)
- 1946–57: The Arranger (Columbia)
- 1957: Jazz Giants '58 (Verve) com Stan Getz and Harry Edison
- 1957: Mulligan Meets Monk (Riverside) com Thelonious Monk
- 1957: Blues in Time (Verve) com Paul Desmond,
- 1957: Gerry Mulligan Meets Stan Getz (Verve)
- 1957: Jazz Concerto Grosso (ABC–Paramount) com Bob Brookmeyer and Phil Sunkel
- 1957: The Gerry Mulligan Songbook (World Pacific)
- 1957: Reunion with Chet Baker (World Pacific) com Chet Baker
- 1958: The Jazz Combo from I Want to Live! (United Artists, 1958)
- 1957–58: Annie Ross Sings a Song with Mulligan! (World Pacific) com Annie Ross
- 1958–59: What Is There to Say? (Columbia)
- 1959: Gerry Mulligan Meets Johnny Hodges (Verve) com Johnny Hodges
- 1959: Gerry Mulligan Meets Ben Webster (Verve) com Ben Webster
- 1960: The Concert Jazz Band (Verve)
- 1960: Gerry Mulligan and the Concert Jazz Band on Tour (Verve)
- 1960: Gerry Mulligan and the Concert Jazz Band at the Village Vanguard (Verve)
- 1961: Holliday with Mulligan (DRG) com Judy Holliday
- 1961: Gerry Mulligan Presents a Concert in Jazz (Verve, 1961)
- 1962: The Gerry Mulligan Quartet with Bob Brookmeyer (Verve)
- 1962: Jeru (Columbia)
- 1962: Two of a Mind (RCA Victor) com Paul Desmond
- 1962: Spring Is Sprung (Philips)
- 1962: Gerry Mulligan '63 (Verve)
- 1963: Night Lights (Philips)
- 1964: Butterfly with Hiccups (Limelight)
- 1965: If You Can't Beat 'Em, Join 'Em! (Limelight)
- 1965: Feelin' Good (Limelight)
- 1966: Something Borrowed - Something Blue (Limelight)
- 1968: Compadres (Columbia) com Dave Brubeck Trio
- 1968: Blues Roots (Columbia) com Dave Brubeck Trio
- 1970: Live at the Berlin Philharmonie com the Dave Brubeck Trio
- 1971: Age of Steam – Gerry Mulligan
- 1974: Summit – com Astor Piazzolla (bnd), Angel Pocho Gatti (p), Giuseppe Prestipino (Pino Presti) (elb), Tullio De Piscopo (d), Umberto Benedetti Michelangeli
- 1974: Carnegie Hall Concert  (CTI) com Chet Baker
- 1976: Gerry Mulligan Meets Enrico Intra – com Enrico Intra (p), Giancarlo Barigozzi (f), Sergio Farina (g), Pino Presti (b), Tullio De Piscopo (d)
- 1980: Walk on the Water (DRG)
- 1983: Little Big Horn (GRP)*
- 1985: Meets Scott Hamilton Soft Lights and Sweet Music (Concord)
- 1987: Symphonic (Saxophone) Dreams (Par)
- 1990: Lonesome Boulevard (A&M)
- 1992: Re–Birth of the Cool
- 1993: Billy Taylor and Gerry Mulligan: Live at MCG – com Billy Taylor
- 1993: Paraiso com Jane Duboc (Telarc)
- 1994: Dream a Little Dream – Gerry Mulligan Quartet com Ted Rosenthal (p), Dean Johnson (b), Ron Vincent (d) (Telarc)
- 1995: Dragonfly – (Telarc)
- 2003: Midas Touch – Live in Berlin (1995) com Ted Rosenthal (Concord)

### Comosideman
Com Manny Albam
- 1957: The Jazz Greats of Our Time Vol. 1 (MCA)

Com Dave Brubeck
- 1968: Compadres (Columbia)
- 1969: Blues Roots (Columbia)
- 1970: Live at the Berlin Philharmonie (Columbia)
- 1972: The Last Set at Newport (Atlantic)
- 1973: We're All Together Again for the First Time (Atlantic)

Com Miles Davis
- 1949-1950: Birth of the Cool (Capitol)

Com Stan Getz
- 1966: Stan Getz Plays Blues VSP (Verve)

Com Lionel Hampton
- 1977: Lionel Hampton presents Gerry Mulligan (Who's Who in Jazz)

Com John Hill
- 1970: Six Moons Of Jupiter (Finders Keepers)

Com Billie Holiday et al.
- 1957: The Sound of Jazz
- 1958: At Monterey / 1958 (BlackHawk)

Com Quincy Jones
- The Hot Rock OST (Prophesy, 1972)

Com Michel Legrand
- 1979: Le Jazz Grand (Gryphon)

Com Barry Manilow
- 1984: 2:00 AM Paradise Cafe (Arista)

Com Jay McShann
- 1979: The Big Apple Bash (Atlantic)

Com Sergio Mendes and Pelé
- 1977: Pelé (Atlantic)

Com Charles Mingus
- 1972: Charles Mingus and Friends in Concert (Columbia)
- 1978: Lionel Hampton Presents Charles Mingus (Who's Who in Jazz)

Com André Previn and Carmen McRae
- 1960: The Subterraneans (soundtrack) (MGM)

Com Billy Taylor
- 1957: My Fair Lady Loves Jazz - 1 track (ABC–Paramount)
- 1993: Dr. T featuring Gerry Mulligan (GRP)

Com Mel Tormé and George Shearing
- 1982: The Classic Concert Live (Concord) live recording

### Como compositor
- 1955: Elliot Lawrence - Elliot Lawrence Band Plays Gerry Mulligan Arrangements (Verve) - track 1, "The Rocker"; track 3, "Happy Hooligan"; track 5, "Bweebida Bwobbida"; track 6, "Mullinium"; track 8, "Apple Core"; track 9, "Elegy for Two Clarinets"; track 10, "The Swinging Door"; track 12, "Mr.     President"
- 1955: Gene Krupa - Gene Krupa (Columbia) - track 5, "Disc Jockey Jump" (1947) (co-written com Gene Krupa)
- 1956: Kenny Clarke's Sextet - Plays André Hodeir (Philips) track 6, "Jeru"
- 1956: Chet Baker Chet Baker & Crew - track 4, "Revelation"
- 1958: Carl Stevens - "Skin" And Bones (Mercury) - track 1, "Walkin' Shoes"
- 1959: Gene Krupa Plays Gerry Mulligan Arrangements (Verve) - track 1, "Bird House"; track 3, "Mulligan Stew"; track 6, "The Way of all Flesh"; track 8, "Birds of a Feather"
- 1960: Chet Baker - Sextet & Quartet (Music) (In Milan, Jazzland)  - track 4, "Line for Lyons"
- 1961: Brew Moore - '"Live In Europe 1961 (Sonorama) released in 2015 - track 2, "Apple Core"
- 1961: Charlie Parker - "Bird" Is Free (Musidisc) - track 1, "Rocker"
- 1976: Paul Desmond - Live (2 LP com Ed Bickert) (Horizon)  "Line For Lyons" (Verve reissue CD bonus track)
- 1982: Dave Grusin - Out Of The Shadows (GRP) - track 4, "Five Brothers"
- 2004: Keith Jarrett / Gary Peacock / Jack DeJohnette - The Out-Of-Towners (ECM) - track 5, "Five Brothers"
- 2008: The Dutch Jazz Orchestra - Moon Dreams - Rediscovered Music Of Gil Evans & Gerry Mulligan (Challenge) -  track 5, "Joost At The Roost"; track 7, "The Major And The Minor"; track 10, "Brew's Tune"
- 2010: Trudy Kerr and Ingrid James -  Reunion (Jazzizit) - track 4, "Soft Shoe"